# Bílé potoky
Bílé potoky jsou přírodní rezervace poblíž obce Valašské Klobouky v okrese Zlín. Oblast spravuje Správa CHKO Bílé Karpaty. Důvodem ochrany jsou pseudokrasové jevy, vynikajícím způsobem vyvinutá společenstva mokřadů, druhy a složením velice zajímavá a v chráněné krajinné oblasti ojedinělá. Na svazích se vyskytují druhy mezofytních strání se zastoupením vzácných a chráněných druhů. Území je významné po stránce botanické, ekologické a krajinářské.